# International Horn Society
Die International Horn Society (IHS) ist eine Fachgesellschaft, in der Hornisten aus aller Welt zusammengeschlossen sind. Sie wurde 1970 beim 2. internationalen Horn-Workshop in Tallahassee Florida/USA gegründet.
Die Gesellschaft hat sich zum Ziel gesetzt, Aufführungspraxis, Unterrichtsmethodik und Komposition zu fördern. Zudem soll die Erforschung, Erhaltung und Förderung des Waldhorns als Musikinstrument unterstützt werden. Zur Unterstützung von jungen Musikern, die das Horn studieren, hat die IHS ein Programm.
Die Gesellschaft hat über 3.500 Mitglieder aus 55 Ländern. Unter den Mitgliedern sind sowohl berühmte Solisten, Orchestermusiker, Hochschullehrer, Studenten als auch Hornbauer, Komponisten, Musikverleger und Amateur-Hornisten aller Altersgruppen.
Die Gesellschaft gibt mit The Horn Call eine Fachzeitschrift heraus, die jährlich erscheint. Derzeit ist Jeffrey Snedeker Vorsitzender der IHS.
Seit 1985 vergibt die Gesellschaft jedes Jahr den nach Giovanni Punto benannten IHS Punto Award.
Unter den Ehrenmitgliedern befinden sich auch Hornisten aus dem deutschsprachigen Raum:
- Hermann Baumann
- Bernhard Brüchle (1942–2011)
- Peter Damm
- Max Hess
- Michael Höltzel
- Anton Horner
- Fritz Huth
- Kurt Janetzky
- Erich Penzel
- Hans Pizka
- Max Pottag